# Robăneștii de Sus
Robăneștii de Sus – wieś w Rumunii, w okręgu Dolj, w gminie Robănești. W 2011 roku liczyła 555 mieszkańców.